# Paul Brinegar
Paul Alden Brinegar Jr. (Tucumcari, 19 dicembre 1917 – Los Angeles, 27 marzo 1995) è stato un attore statunitense.

## Filmografia parziale

### Cinema
- I predoni della città (Abilene Town), regia di Edwin L. Marin (1946) - non accreditato
- Ladri in guanti gialli (Larceny), regia di George Sherman (1948)
- La città prigioniera (The Captive City), regia di Robert Wise (1952)
- Alba di fuoco (Dawn at Socorro), regia di George Sherman (1954)
- Il vampiro (The Vampire), regia di Paul Landres (1957)
- Copper Sky, regia di Charles Marquis Warren (1957)
- Cord il bandito (Cattle Empire), regia di Charles Marquis Warren (1958)
- How to Make a Monster, regia di Herbert L. Strock (1959)
- Un uomo chiamato Charro (Charro!), regia di Charles Marquis Warren (1969)
- Lo straniero senza nome (High Plains Drifter), regia di Clint Eastwood (1973)
- Chattanooga Choo Choo, regia di Bruce Bilson (1984)
- Che vita da cani! (Life Stinks), regia di Mel Brooks (1991)
- Maverick, regia di Richard Donner (1994)

### Televisione
- Squadra mobile (Racket Squad) – serie TV, 2 episodi (1952-1953)
- The Whistler – serie TV, episodio 1x02 (1954)
- Public Defender – serie TV, 3 episodi (1954-1955)
- The Man Behind the Badge – serie TV, 4 episodi (1955)
- Celebrity Playhouse – serie TV, episodio 1x10 (1955)
- Letter to Loretta – serie TV, 4 episodi (1954-1956)
- Schlitz Playhouse of Stars – serie TV, 6 episodi (1952-1957)
- The Ford Television Theatre – serie TV, 3 episodi (1954-1957)
- Alfred Hitchcock presenta (Alfred Hitchcock Presents) – serie TV, 3 episodi (1955-1957)
- Le leggendarie imprese di Wyatt Earp (The Life and Legend of Wyatt Earp) – serie TV, 34 episodi (1955-1958)
- Peter Gunn – serie TV, episodio 3x27 (1961)
- Gli uomini della prateria (Rawhide) – serie TV, 216 episodi (1959-1965)
- Perry Mason – serie TV, 2 episodi (1958-1966)
- Un eroe da quattro soldi (The Hero) – serie TV, episodio 1x06 (1966)
- Death Valley Days – serie TV, 3 episodi (1966-1969)
- Iron Horse – serie TV, episodio 1x27 (1967)
- Lancer – serie TV, 39 episodi (1968-1970)
- Squadra emergenza (Emergency!) – serie TV, 3 episodi (1974-1976)
- La casa nella prateria (Little House on the Prairie) – serie TV, episodio 3x10 (1976)
- Trapper John (Trapper John, M.D.) – serie TV, 2 episodi (1981)
- CHiPs – serie TV, 2 episodi (1977-1982)
- Matt Houston – serie TV, 10 episodi (1982-1983)
- Supercar (Knight Rider) – serie TV, episodio 4x08 (1985)